# Jezerce pri Dobjem
Jezerce pri Dobjem je naselje u slovenskoj Općini Dobju. Jezerce pri Dobjem se nalazi u pokrajini Štajerskoj i statističkoj regiji Savinjskoj. 

## Stanovništvo
Prema popisu stanovništva iz 2002. godine naselje je imalo 64 stanovnika.